# Szong Dzsongguk
Szong Dzsongguk (hangul: 송종국, handzsa: 宋鍾國, RR: Song Chong-gug; 1979. február 20. –) dél-koreai válogatott labdarúgó. 

## Pályafutása

### Klubcsapatban
2001 és 2002 között a Puszan IPark csapatában játszott. 2002 és 2005 között a holland Feyenoord játékosa volt. 2005-től 2010-ig a Szuvon Samsung Bluewings együttesét erősítette, mellyel 2008-ban megnyerte a dél-koreai bajnokságot. 2010-ben a szaúdi Es-Sabáb, 2011-ben pedig az Ulszan Hyundai és a kínai Tiencsin Teda játékosa volt. 

### A válogatottban
2000 és 2007 között 60 alkalommal játszott a dél-koreai válogatottban és 3 gólt szerzett. Részt vett a 2000. évi nyári olimpiai játékokon, a 2001-es konföderációs kupán, a 2002-es CONCACAF-aranykupán, a 2007-es Ázsia-kupán, valamint a 2002-es és a 2006-os világbajnokságon.

## Sikerei, díjai
Feyenoord
- Holland kupadöntős (1): 2002–03

Szuvon Samsung Bluewings
- Dél-koreai bajnok (1): 2008

Dél-Korea U20
- U20-as Ázsia-bajnok (1): 1998

Dél-Korea
- Ázsia-kupa bronzérmes (1): 2007